# Hermann Gehl
Hermann Franz Gehl (* 11. September 1927 in Kastel an der Saar; † 25. Februar 2008 in Duisburg) war ein deutscher Maschinenbauingenieur und Manager der deutschen und nigerianischen Stahlindustrie.

## Leben
Hermann Gehl, Sohn von Anna Gehl, geborene Müller, und des Lehrers Josef Gehl, studierte an der Technischen Hochschule Aachen Maschinenbau und schloss sich hier im Dezember 1952 dem wenige Tage zuvor rekonstituierten Corps Saxonia-Berlin an. Das Studium schloss er 1959 als Dipl.-Ing. ab. Im gleichen Jahr begann er als Betriebsingenieur seine Industrietätigkeit bei der Friedrich Krupp AG am Standort Rheinhausen. Hier stieg er dann vom Abteilungsleiter bis zum Betriebsdirektor des Walzwerkes auf. 1976 wurde er Geschäftsführer der Westfälischen Drahtindustrie und ab 1978 mit dem Verkauf an die Klöckner-Werke AG der Klöckner Draht GmbH in Hamm. 1982 wurde er Vorstand der nigerianischen Delta Steel Company in Warri, nachdem hier zu Beginn desselben Jahres das erste integrierte, auf der Direktreduktion von Eisenerz mit Erdgas basierende Stahlwerk Nigerias von einem österreichisch-deutschen Konsortium fertiggestellt worden war. Hier fungierte er bis 1989 als Chief Technical Adviser. Hermann Franz Gehl war katholisch, verheiratet seit 1961 mit Helga Gehl, geborene Peters, und hatte zwei Kinder (Thomas und Martin Gehl).